# سوبر ماركت (فلم)
سوبر ماركت هو فيلم مصري تم إصداره 8 أكتوبر 1990 من إخراج محمد خان وتاليف محمد خان وعاصم توفيق وبطولة نجلاء فتحي وعادل ادهم وعايدة رياض وممدوح عبد العليم ومحمد توفيق وعايدة عبد العزيز وقد حل الفيلم في المركز الواحد والسبعون من ضمن أفضل 100 فيلم مصري في مناسبة مرور 100 سنة على السينمة المصرية.

## روابط خارجية
- سوبر ماركت على موقع IMDb (الإنجليزية)
- سوبر ماركت على موقع الدهليز
- سوبر ماركت على موقع قاعدة بيانات الأفلام العربية
- سوبر ماركت على موقع أول موفي (الإنجليزية)
- سوبر ماركت على موقع قاعدة بيانات الفيلم (الإنجليزية)
- سوبر ماركت على موقع ليتربوكسد (الإنجليزية)
- سوبر ماركت على موقع كينوبويسك (الروسية)